# 野々村聡子
野々村 聡子（ののむら さとこ、1987年7月23日 - ）は、日本の元女子プロ野球選手、野球指導者。

## 経歴
広島県三原市出身。小学校の時に広島市民球場でカープの試合を見たのがきっかけで、野球を好きになる。福山誠之館高校では、ソフトボール部に所属。しかし、野球をやりたいという強い思いから、奈良教育大学教育学部学校教育教員養成課程保健体育専修に進学し、女子硬式野球クラブ大阪BLESSに所属した。在学中は、大阪BLESSと大学の男子硬式野球部の練習に参加していた。
2009年に日本女子プロ野球機構による第1回合同トライアウトを受験し合格、同年12月のドラフト会議で兵庫スイングスマイリーズから外野手3順目で指名され、加入が決定した。プロ1年目の2010年は、主に代走や守備固めで18試合に出場した。翌2011年は16試合に出場し、プロ初安打を記録する。しかし、同年12月13日、日本女子プロ野球機構より退団が発表され、同月16日に、戦力外が理由であったことが発表された。
退団後、広島市にあるMSH医療専門学校で女子硬式野球部を結成、監督を務め、現在は部長として携わっている。
また、2023年の侍ジャパン女子日本代表でトレーナーとしての帯同を依頼され、5月の第3回アジアカップでは代表で初の子連れ帯同となり、9月に広島で行われたW杯グループB予選も同様の帯同方法となった。

## プレースタイル・人物
- ポジションは遊撃手でセーフティバントなど足を活かしたプレーが得意。
- 他にも二塁手や三塁手、右翼手も務める。
- ニックネームは「のの」
- 将来の夢は、学校の先生になって、広島で初の女子硬式野球部を作ることだった。
- 大学の卒業論文のタイトルは「指導者の社会的勢力が高校女子野球選手の競技意欲に及ぼす影響」[11]
- 配偶者は元プロ野球選手の鈴木将光で2016年に結婚。JWBLでは全選手が柔道整復師の資格取得を必須としていたため、野々村も資格を取得しており、夫婦で治療院を開業し子育てと両立を図る[12]。

## 詳細情報

### 年度別打撃成績
| 年 度     | 球 団        | 試 合 | 打 席 | 打 数 | 得 点 | 安 打 | 二 塁 打 | 三 塁 打 | 本 塁 打 | 塁 打 | 打 点 | 盗 塁 | 盗 塁 死 | 犠 打 | 犠 飛 | 四 球 | 敬 遠 | 死 球 | 三 振 | 併 殺 打 | 打 率 | 出 塁 率 | 長 打 率 | O P S |
| --------- | ------------ | ----- | ----- | ----- | ----- | ----- | -------- | -------- | -------- | ----- | ----- | ----- | -------- | ----- | ----- | ----- | ----- | ----- | ----- | -------- | ----- | -------- | -------- | ----- |
| 2010      | スマイリーズ | 18    | 15    | 13    | 5     | 0     | 0        | 0        | 0        | 0     | 0     | 1     | 0        | 0     | 0     | 2     | -     | 0     | 2     | 0        | .000  | .133     | .000     | .133  |
| 2011      | スマイリーズ | 16    | 8     | 7     | 4     | 1     | 0        | 0        | 0        | 1     | 0     | 1     | 1        | 0     | 0     | 1     | -     | 0     | 2     | 0        | .143  | .250     | .143     | .393  |
| JWBL：2年 | JWBL：2年    | 34    | 23    | 20    | 9     | 1     | 0        | 0        | 0        | 1     | 0     | 2     | 1        | 0     | 0     | 3     | -     | 0     | 4     | 0        | .050  | .174     | .050     | .224  |

- 「-」は記録なし。

### 背番号
- 25 （2010年 - 2011年）